# Brunon de Roucy
Brunon de Roucy (v. 956 † Langres, 29 janvier 1016), fils de Renaud, comte de Roucy et de Reims, et d'Albérade de Lotharingie, fut évêque de Langres de 980 à 1016.

## Biographie
D'abord chanoine de Reims, il prend des leçons de Gerbert d'Aurillac, l'écolâtre de cette ville.
En 980, alors qu'il n'avait à peine que vingt-quatre ans, le roi Lothaire, frère utérin de sa mère, le nomme évêque de Langres, prenant la suite de Widric. Il est ordonné l'année suivante par Burchard II, l'archevêque de Lyon.
Le mariage de ses deux sœurs avec des comtes bourguignons place cette nomination dans une volonté du roi de se renforcer en Bourgogne.
Il établit la réforme de Cluny dans l'abbaye Saint-Bénigne de Dijon, en lui donnant pour abbé le bienheureux Guillaume de Volpiano, qui réforma par la suite plusieurs autres monastères dont il sera abbé, l'Abbaye Saint-Bénigne de Dijon, l'Abbaye Saint-Pierre de Bèze, de 930 à 1031. Il restitua à cette abbaye l'église et la pôté de Cessey-sur-Tille, ainsi que les villæ dépendant de cette dernière. Parmi ses restitutions et donations: l'église de Saint-Apollinaire; une terre à verger, au voisinage de l'abbaye; des vignes à Larrey, Bussy, Surdille, Perrigny, Fénay, Champs-Salomon, Marsannay-la-Côte.
Il fait refleurir les études à l'école de Langres, où passèrent deux futurs archevêques de Lyon, Halinard et Odolric.
Le roi Lothaire mourut en 986, suivi de son fils Louis V, en 987, et Brunon n'eut pas de difficultés à accepter l'avènement d'Hugues Capet. En 990, quand Charles de Lorraine tenta de faire valoir ses droits au trône, Brunon lui refusa le serment d'allégeance. Il ne fut cependant pas un fervent partisan de la dynastie capétienne, car, beau-frère d'Otte-Guillaume qui réclamait la succession du duché de Bourgogne, il était un obstacle au roi Robert II le Pieux, qui revendiquait le même duché. Le roi dut attendre la mort de Brunon pour nommer un autre évêque de Langres (Lambert) et résoudre la succession de Bourgogne.
Il nous reste très peu de ses écrits, essentiellement des fragments de lettres.